# Aleuritopteris formosana
Aleuritopteris formosana är en kantbräkenväxtart som först beskrevs av Bunzo Hayata, och fick sitt nu gällande namn av Tag. Aleuritopteris formosana ingår i släktet Aleuritopteris och familjen Pteridaceae. Inga underarter finns listade.